# Уфимское попечительство о народной трезвости
Уфимское попечительство о народной трезвости — общественно-политическая и литературная газета на русском языке, выходившая в Уфе в 1898-1902 гг. еженедельно. Объём - 12—34 с., 24 см. Издатель - Уфимский губернский комитет попечительства о народной трезвости.

## История
Издавалась в 1898 как неофициальная часть «Уфимских губернских ведомостей» (подзаголовок Неофициальная часть [«Уфимских] губернских ведомостей»). Закрыто в 1902. Всего вышел 51 номер.

## Рубрики
Ред. В. А. Богданов. После закрытия издания стал редактором журнала Вестника попечительства о народной трезвости, начавшееся издаваться в Санкт-Петербурге в 1903 году.

## График выхода в XX веке
1901 № 1 (16-II) — № 44 (16-XII)
1902 № 1 (6-I) — последний № 51 (22-XII).

## Редакторы
Редакторы: В. А. Богданов.